# Habrosyne
Habrosyne is een geslacht van vlinders uit de familie van de eenstaartjes (Drepanidae).

## Soorten
- Habrosyne albipuncta (Wileman, 1911)
- Habrosyne argenteipuncta Hampson, 1892
- Habrosyne armata Moore, 1882
- Habrosyne aurorina (Butler, 1881)
- Habrosyne conscripta Warren, 1912
- Habrosyne costalis Wileman, 1921
- Habrosyne dentata Werny, 1966
- Habrosyne dieckmanni (Graeser, 1888)
- Habrosyne fraterna Moore, 1888
- Habrosyne gloriosa (Guenée, 1852)
- Habrosyne indica (Moore, 1867)
- Habrosyne intermedia (Bremer, 1864)
- Habrosyne obscura Roepke, 1944
- Habrosyne plagiosa Moore, 1882
- Habrosyne pterographa (Poujade, 1887)
- Habrosyne pyritoides (Hufnagel, 1766)
- Habrosyne sanguinea Moore, 1882
- Habrosyne scripta (Gosse, 1840)
- Habrosyne sumatrana Werny, 1966
- Habrosyne violacea (Fixsen, 1887)